# Isabella Percy
Isabella Percy, condesa de Beverley (19 de diciembre de 1750 - 24 de enero de 1812), nacida como Isabella Susan (o Susannah) Burrell, fue esposa de Algernon Percy, I conde de Beverley y madre del V duque de Northumberland.
Isabella era la segunda hija del abogado Peter Burrell y de Elizabeth Lewis. Su hermano era Peter Burrell (1er barón Gwydyr) y sus dos hermanas eran también esposas de aristócratas: Elizabeth, esposa del duque de Hamilton (más tarde marqués de Exeter) y Frances, duquesa de Northumberland, casada con Hugh, el cuñado de Frances.
Isabella se casó con el futuro conde el 8 de junio de 1775, con licencia especial, en Syon House, Londres. Sus hijos fuero:
- Charlotte Percy (1776-1862), casada con III conde de Ashburnham, con descendencia.
- Elizabeth Percy, (1777-1779), enterrada en la Abadía de Westminster.[4]
- George Percy, V duque de Northumberland (1778–1867)
- Hon. Algernon Percy (1779–1833), diplomático.
- Un niño muerto al nacer(1781)
- Susanna (1782-0000)
- Hugh Percy (1784–1856), obispo de  Rochester y Carlisle.
- Josceline Percy (1784–1856), comandante naval.
- Henry Percy (1785–1825), oficial del ejército. Su hijo fue nombrado baronet en 1892.
- Emily Charlotte Percy (1786-1877), casada con Andrew Mortimer Drummond.
- William Henry Percy (1788–1855), político y comandante naval.
- Francis John Percy (1790–1812), oficial de la armada.
- Charles Greatheed Bertie Percy (1794–1870), obtuvo, con su hermana Emily, el rango de hijo menor de un duque en 1865.
- Louisa Margaret Percy, (1796-1796), enterrada en la Abadía de Westminster.[4]

En 1786, Isabella se convirtió en baronesa consorte de Lovaine. En 1790, se le concedió un título nuevo a su marido, por lo que pasó a ser la condesa consorte de Beverley. La condesa murió en 1812, con sesenta y un años, y fue enterrada en la Cripta de Northumbertland en la Abadía de Westminster.
Su esposo murió en 1830, siendo sucedido por su promogénito, George, más tarde duque de Northumberland en 1865, tras la muerte del IV duque.